# Sad but True
«Sad but True» (en castellano: «Triste pero cierto») es una canción y sencillo que aparece en el álbum de estudio titulado Metallica, del grupo musical de Estados Unidos Metallica.
Es el quinto sencillo extraído del disco y la segunda canción de su lista de canciones. La letra de la canción está basada en la película de 1978 Magic. Su riff lento y pesado hace que muchos encuadren a la canción tanto dentro del heavy metal como el thrash metal ya que James y Lars querían que el disco fuera un thrash metal muy pesado y rabioso, estilo predominante en la discografía del grupo musical. Está considerada una de las mejores canciones del grupo musical. «Sad but True» fue interpretada en 1999 junto con la Orquesta de San Francisco dentro de la grabación del álbum S&M.

## Versiones
La canción fue versionada por Kid Rock bajo el título de American Badass, canción utilizada por el luchador del World Wrestling Entertainment The Undertaker. «Sad but True» también fue versionada por Tuff, en este caso parodiada, en su disco The History of Tuff, bajo el nombre American Hair Band. Otros artistas que han versionado la canción son The Hu (cantada en mongol), Apocalyptica, Snoop Dogg (en versión rap), In Strict Confidence, Nickelback y Joey Belladonna, Bruce Kulick, Marco Mendoza y Eric Singer en el disco tributo a Metallica Metallic Assault: A Tribute to Metallica. La banda Avenged Sevenfold hizo un tributo a esta canción, llamada «This Means War», incluida en su sexto álbum Hail to the King.

## Créditos
- James Hetfield: Voz y guitarra rítmica.
- Kirk Hammett: Guitarra líder.
- Jason Newsted: Bajo eléctrico y coros.
- Lars Ulrich: Batería y percusión.

## Lista de canciones

### Sencillos en el Reino Unido

#### Primero
1. «Sad But True» (Hetfield/Ulrich) - 5.27
2. «Harvester of Sorrow» (Live) (Hetfield/Ulrich) - 6.40 (grabada el 28 de septiembre de 1991 en Moscú, Rusia).
3. «So What?» (Exall/Culmer) - 3.09

#### Segundo
1. «Sad but True» (Hetfield/Ulrich) - 5.27
2. «Nothing Else Matters» (Elevator Version) (Hetfield/Ulrich) - 6.31
3. «Creeping Death» (Live) (Hetfield/Ulrich/Burton/Hammett) - 8.01 (grabada en el mismo concierto que «Harverster of Sorrow» de Moscú).
4. «Sad but True» (Demo) (Hetfield/Ulrich) - 4.53